# Bartolomeo Francesco Rastrelli

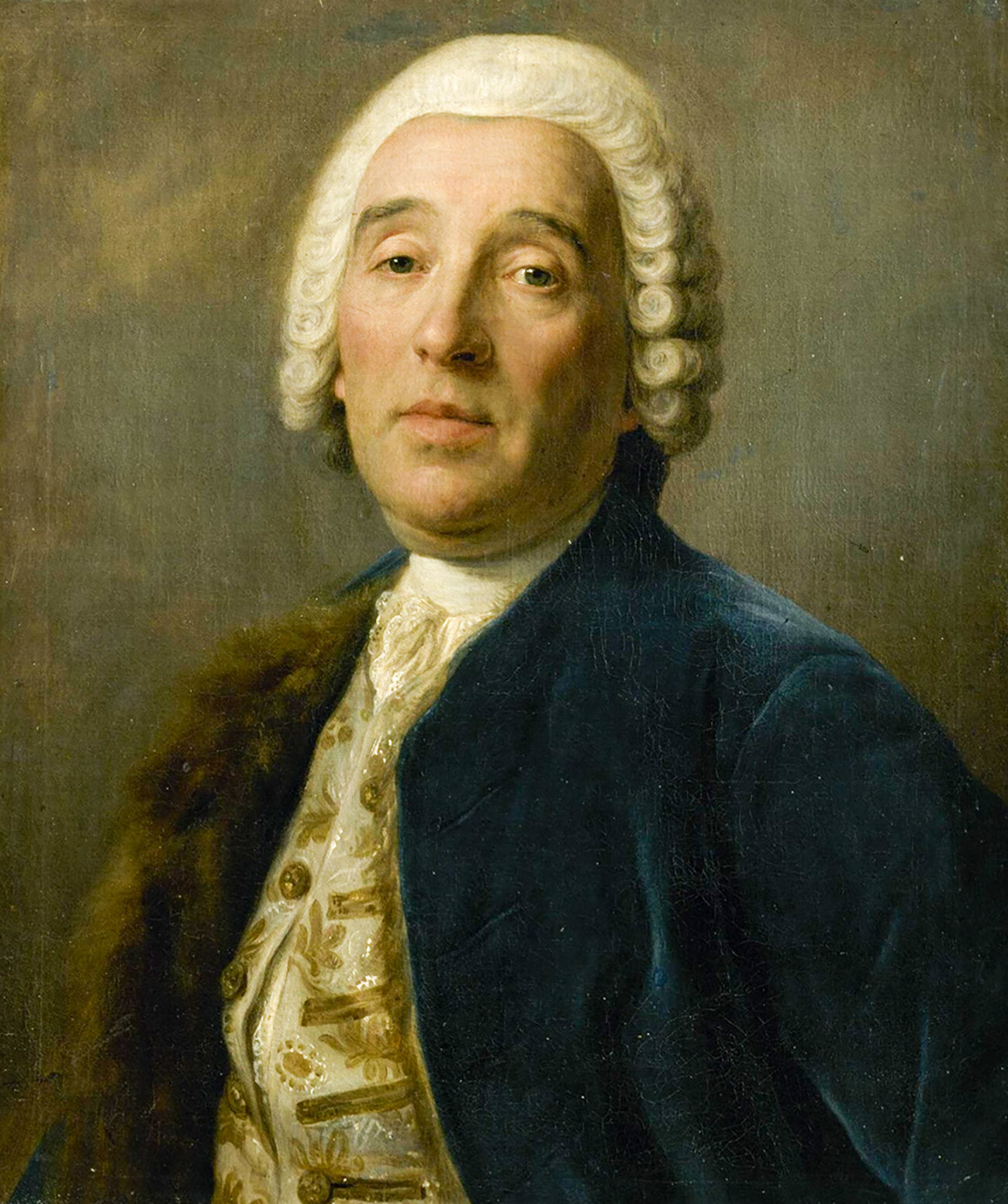
Pietro Rotari: Bartolomeo Francesco Rastrelli

Bartolomeo Francesco Rastrelli (* 1700 in Paris; † 1771 in Sankt Petersburg) war ein russischer Architekt und Baumeister italienischer Herkunft.
Von Rastrelli stammen viele Barock-Bauwerke in Sankt Petersburg und Umgebung: Der Große Palast von Peterhof, der Katharinenpalast in Zarskoje Selo, der Winterpalast in Sankt Petersburg (heute Teil der Eremitage) sowie unter anderen das Stroganow-Palais, das Woronzow-Palais, das Smolny-Kloster und, teilweise, das Anitschkow-Palais (später klassizistisch umgebaut) und der Gostiny Dwor (Grundriss).

## Leben
Bartolomeo Francesco Rastrelli wurde als Sohn des Bildhauers Bartolomeo Carlo Rastrelli, der später vom Papst in den erblichen Grafenstand gehoben wurde, in Paris geboren. Sein Vater ging 1716 mit ihm nach Russland, um für Peter den Großen als Architekt und Bildhauer tätig zu werden. Zunächst war Rastrelli sein Schüler. 17-jährig plante er seine ersten selbstständigen Arbeiten: die Gartenanlagen für den Konstantinpalast in Strelna. Später folgten zwei Auslandsaufenthalte; Rastrelli besuchte Italien, Frankreich und Preußen.

### Hofarchitekt unter Elisabeth I.
Nach 1730 kehrte Rastrelli nach Russland zurück und wurde zum Hofarchitekten ernannt. Er führte zahlreiche Projekte für Kaiserin Anna Iwanowna aus, von denen allerdings kaum etwas erhalten geblieben ist (Annenhof in Moskau, Sommerpalast in Sankt Petersburg). Rastrelli nahm in dieser Zeit auch Aufträge von Privatleuten entgegen; so baute er für den Herzog von Kurland und Semgallen, Ernst Johann von Biron, in Ruhenthal ein Sommerschloss und in der kurländischen Hauptstadt das repräsentative Schloss Mitau.
Die Zarin Elisabeth I. setzte Rastrelli dann intensiv bei der Gestaltung von Sankt Petersburg ein. Darüber hinaus musste der Architekt auch die zahlreichen Festveranstaltungen des Hofes planen: Feuerwerke, Illuminationen, Bankette, Weinfontänen, Triumphzüge usw. Besonders prunkvoll gestaltete Rastrelli die Krönung der Kaiserin in Moskau. Dort hatte er auch Gelegenheit, sich mit der altrussischen Kirchenarchitektur vertraut zu machen. Erstmals seit Peter dem Großen entstanden durch Rastrelli wieder die traditionellen russischen Fünfkuppel-Kirchen (z. B. Auferstehungskathedrale des Smolnyj-Stifts).
Rastrelli war es auch, der 1743 das berühmte Bernsteinzimmer im Winterpalais der Zarin einrichtete und dabei um einige Elemente erweiterte und nochmals 1755 ergänzte, als Elisabeth es in einen größeren Raum ihrer kurz zuvor umgebauten Sommerresidenz in Zarskoe Selo verlegte.
Rastrellis Arbeitsleistung war gewaltig. Da er das Arbeitspensum nicht alleine bewältigen konnte, bildete er zahlreiche Schüler aus, die allesamt in seiner Baukanzlei arbeiteten.
Rastrelli war verheiratet mit einer gebürtigen Gräfin von Wales. Das Paar hatte mehrere Töchter, von denen nur eine das Erwachsenenalter erreichte und nach Warschau heiratete. Daher befindet sich ein Großteil des zeichnerischen Nachlasses Rastrellis heute in der Polnischen Nationalbibliothek.

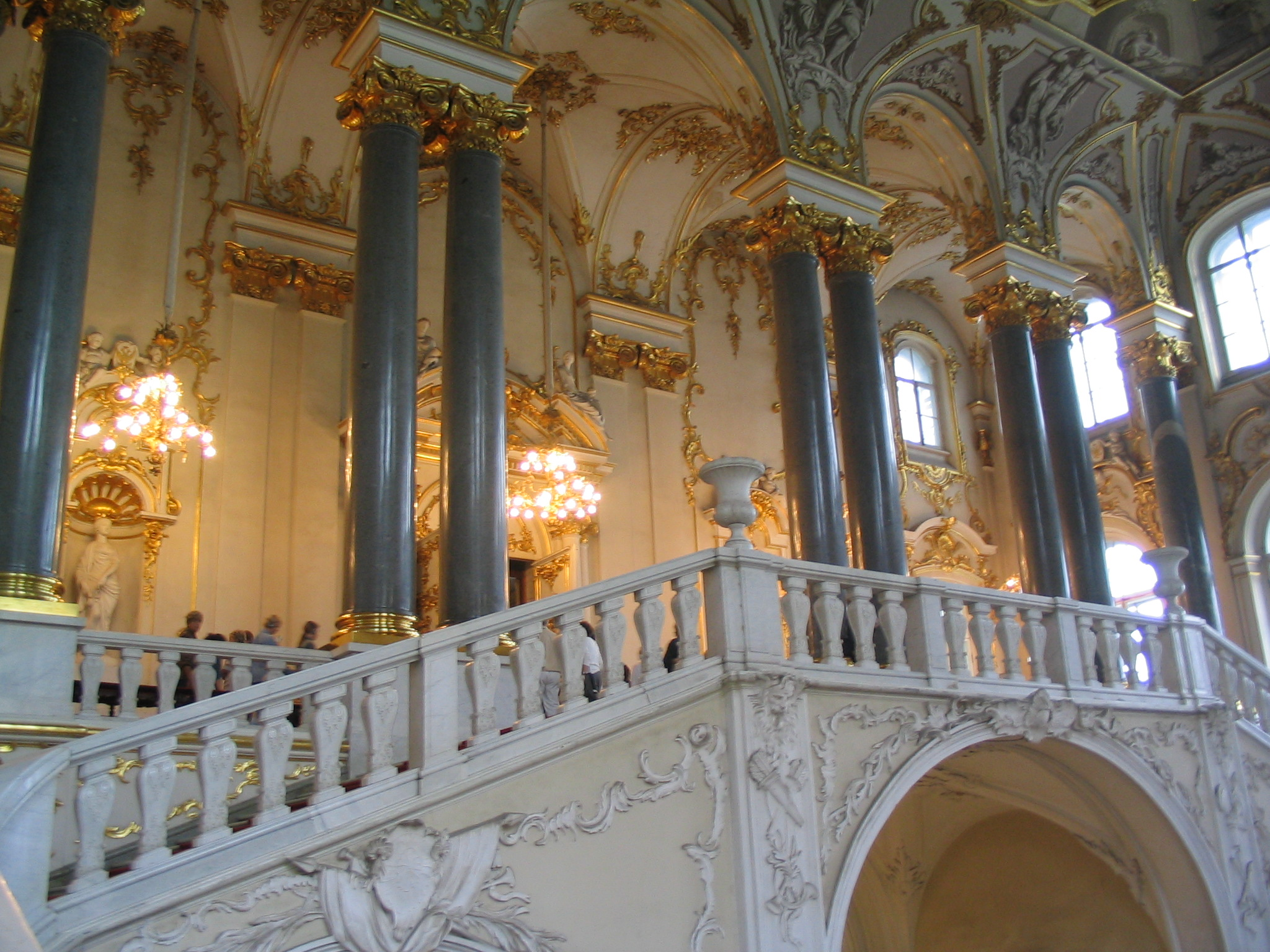
Jordantreppe im Winterpalast

Das letzte Werk Rastrellis in Russland war der Ausbau des Winterpalastes in St. Petersburg ab 1754: Rastrelli fügte mehrere bestehende Bauten zu einem großen Palastkomplex zusammen. Es ist sein bestes, sein Hauptwerk geworden. Das Innere des Palastes konnte Rastrelli jedoch nicht mehr vollenden; nur den Thronsaal, die Paradetreppe-Jordantreppe und die Schlosskirche konnte er noch fertigstellen. Dann starb die Auftraggeberin Elisabeth. Ihr Nachfolger, Peter III. verlieh Rastrelli den Annenorden, wurde aber schon kurze Zeit später Opfer einer Palastrevolution.

### Ende von Rastrellis Beschäftigung
Nach dem Amtsantritt von Katharina II. bekam Rastrelli keine Aufträge mehr vom Hof, da dieser sich dem beginnenden Klassizismus zuwandte. Nach einem Jahr Untätigkeit bat er darum, in Pension gehen zu dürfen. Rastrelli ging für ein Jahr nach Italien, dann kehrte er nach Mitau zurück, um die Schlösser seiner Jugend zu vollenden und weiter auszubauen. Dort starb seine Frau, die er innig liebte, und Rastrelli selbst dachte nun ans Sterben: Er war ein alter und kranker Mann. 1771 wurde Rastrelli an die Akademie der Künste in Sankt Petersburg berufen. Dort starb er schon Ende dieses Jahres. Wo sich seine Grabstätte befindet, ist nicht bekannt.